# Welsh Open 2011
Welsh Open 2011 – szósty turniej rankingowy sezonu snookerowego 2010/2011, rozgrywany w dniach 14–20 lutego 2011 roku w hali widowiskowej Newport Centre w Newport (Walia).
Obrońcą tytułu mistrzowskiego był lider ówczesnego rankingu światowego – John Higgins. On też zwyciężył także w Welsh Open w 2011 roku. W meczu finałowym pokonał swojego rodaka Stephena Maguire’a 9–6. Dla Higginsa było to trzecie zwycięstwo w Welsh Open (poprzednio zwyciężał w 2010 oraz w 2000 roku). Było to zarazem jego 23. zwycięstwo w turnieju rankingowym w karierze.
Turniej transmitowany był przez stację komercyjną Eurosport.

## Nagrody
|                               | Nagroda   | Punkty rankingowe |
| ----------------------------- | --------- | ----------------- |
| Zwycięzca                     | 30 000 £  | 5 000             |
| Finalista                     | 15 000 £  | 4 000             |
| Półfinalista                  | 7 5000 £  | 3 200             |
| Ćwierćfinalista               | 5 600 £   | 2 500             |
| Runda 2                       | 4 000 £   | 1 900             |
| Runda 1                       | 2 500 £   | 1 400 (700)       |
| Ostatnia 48.                  | 1 600 £   | 1 150 (575)       |
| Ostatnia 64.                  | 1 250 £   | 900 (450)         |
| Ostatnia 80.                  |           | 650 (325)         |
| Ostatnia 96.                  |           | 200               |
| Najwyższy break               | 2 000 £   |                   |
| Najwyższy break kwalifikacji  | 500 £     |                   |
| Maksymalny break              | 20 000 £  |                   |
| Maksymalny break kwalifikacji | 1 000 £   |                   |
| Łączna pula nagród            | 201 500 £ |                   |

- Zawodnicy, którzy odpadli w swoich pierwszych meczach, otrzymali liczbę punktów określoną w nawiasach.

## Zawodnicy

### Zawodnicy rozstawieni
W turnieju na 1. pozycji rozstawiony został obrońca tytułu. Jako drugi rozstawiony został aktualny Mistrz świata. Następni gracze byli rozstawiani według kolejności zajmowanej na światowej liście rankingowej: 

1. John Higgins MBE (obrońca tytułu)
2. Neil Robertson
3. Mark Williams MBE
4. Ding Junhui
5. Shaun Murphy
6. Mark Selby
7. Allister Carter
8. Stephen Maguire
9. Ronnie O’Sullivan MBE
10. Graeme Dott
11. Mark Allen
12. Peter Ebdon
13. Jamie Cope
14. Stephen Hendry MBE
15. Ricky Walden
16. Mark King

### Zawodnicy nierozstawieni
- Jack Lisowski
- Dave Harold
- Ryan Day
- Matthew Stevens
- Barry Hawkins
- Dominic Dale
- Rod Lawler
- Marcus Campbell
- Marco Fu
- Rory McLeod
- Joe Perry
- Gerard Greene
- Stuart Bingham
- Michael Holt
- Jamie Burnett
- Nigel Bond

## Wydarzenia związane z turniejem
- W meczu drugiej rundy Stephen Hendry w meczu ze Stephenem Maguire’em wbił swojego 10. maksymalnego brejka[4]. Wyrównał tym samym rekord Ronniego O’Sullivana.
- W finale tegorocznej edycji turnieju Welsh Open spotkali się dwaj zawodnicy ze Szkocji. Po raz ostatni takie wydarzenie miało miejsce w 2005 roku, kiedy w finale Malta Cup 2005 Stephen Hendry pokonał Graeme’a Dotta[5].

## Przebieg turnieju
Źródło:

### 14 lutego
Pierwszego dnia turnieju rozegranych zostało sześć spotkań pierwszej rundy fazy zasadniczej turnieju, oraz dwa mecze kwalifikacyjne, które ze względów komercyjnych zostały przeniesione do Newport Centre.
W pierwszym pojedynku turnieju Ding Junhui stanął naprzeciwko Marcusa Campbella. Dwa pierwsze frame’y okazały się zwycięskie dla Szkota, jednak Chińczyk do przerwy zdołał odrobić straty, i na regulaminową przerwę zawodnicy schodzili przy stanie 2-2. Spotkanie po przerwie było również wyrównane, jednak lepszym zawodnikiem okazał się Ding Junhui, który w całym spotkaniu zwyciężył 4-3.

Wyniki szczegółowe: 43-67, 1-87(63), 83-18, 73-5, 129(125)-4, 27-79(51), 123(103)-6
Drugi mecz tego dnia rozegrali między sobą Ricky Walden oraz Dave Harold. Pierwsza część spotkanie okazała się zwycięska dla Waldena, który do przerwy prowadził 3-1. W drugiej części Harold zdołał odrobić straty i doprowadził do wyrównania meczu i wyniku na 3-3. Ostatni frame, wydawał się być zwycięski dla notowanego wyżej w światowym rankingu Waldena, jednak po wbiciu czerwonej na 41 przewagi przy 43 na stole, spudłował natomiast kolejną. Harold ostatecznie wygra tego frame'a dwoma punktami, a cały mecz 4-3.

Wyniki szczegółowe: 34-93(80), 79-7, 118(78)-0, 104(56)-0, 25-66, 21-67, 60-62
Trzecie spotkanie sesji popołudniowej przy snookerowym stole zgromadziło dwóch Anglików: Allistera Cartera i Barry’ego Hawkinsa. Pierwsza część była wyrównana – zawodnicy schodzili na przerwę przy wyniku 2-2. Podobna sytuacja miała miejsce po przerwie (wynik 3-3). Spotkanie rozstrzygnęło się w ostatnim, siódmym framie na korzyść Cartera, który całe spotkanie wygrał 4-3.

Wyniki szczegółowe: 78(70)-0, 0-90, 1-68(68), 68(56)-44, 1-66(66), 84-0, 87-6
Czwarte, ostatnie w tej sesji spotkanie to pojedynek kwalifikacyjny pomiędzy reprezentantem gospodarzy, Matthew Stevensem i Anglikiem Anthonym Hamiltonem. Pierwsza część meczu to niewielka przewaga Stevensa (wynik do przerwy: 3-1 dla Walijczyka). Później jednak Hamilton nie był już w stanie odrobić strat i ostatecznie cale spotkanie zakończyło się wygraną Stevensa 4-2.

Wyniki szczegółowe: 24-71(71), 63-43, 71(65)-41, 62-56, 55-66, 99-7
Pierwszy pojedynek w sesji wieczornej, a zarazem piąty tego dnia stoczyli między sobą lider aktualnego rankingu snookerowego John Higgins, oraz debiutant w turnieju rankingowym, Jack Lisowski. Pierwszy frame zwycięski dla Lisowskiego był zarazem jedynym wygranym w pierwszej części spotkania. Wynik do przerwy wynosił 3-1 dla Johna Higginsa. Po powrocie do stołu do ataku przystąpił młody Anglik, któremu udało się dogonić rywala doprowadzając do stanu 3-3. W ostatnim, rozstrzygającym framie lepszy okazał się Szkot, który ostatecznie wygrał całe spotkanie 4-3.

Wyniki szczegółowe: 14-75(70), 56-43, 79(58)-38, 73(50)-15, 8-79, 46-69, 80(59)-19
Równolegle rozegrane spotkanie to mecz Marka Kinga i Michaela Holta. Pierwsza część spotkania przebiegła pod znakiem niewielkiej przewagi Kinga (do przerwy prowadził: 3-1). Po przerwie rozegrano tylko jednego frame'a, zwycięskiego dla Marka Kinga, który wygrał całe spotkanie 4-1.

Wyniki szczegółowe: 64-0, 74-23, 38-76(54), 82(64)-18, 75(69)-8
Siódmy mecz tego dnia rozegrany został między dwoma zawodnikami z Anglii: Jamiem Cope’em i Rorym McLeodem. Pierwsza, wyrównana część spotkania zakończyła się remisem 2-2. Po powrocie do stołu było podobnie: po jednym zwycięskim framie dla każdego zawodnika. Losy spotkania rozstrzygnęły się dopiero w ostatniej, zwycięskiej dla Cope’a partii. Ostateczny wynik to 4-3 dla Jamiego Cope’a.

Wyniki szczegółowe: 120(120)-2, 51-53, 45-74(74), 72(71)-35, 95-38, 14-72, 85(85)-42
Ostatni, ósmy mecz tego dnia to spotkanie kwalifikacyjne Walijczyka Ryana Daya oraz Anglika Jimmy’ego White’a. Całe spotkanie przebiegało pod znakiem dominacji Walijczyka, który wygrał całe spotkanie 4-0, pozwalając wbić White’owi w całym meczu tylko 22 punkty.

Wyniki szczegółowe: 103-22, 125(125)-0, 68(68)-1, 102(102)-0 

### 15 lutego
Drugiego dnia turnieju rozegrano sześć pojedynków pierwszej rundy fazy zasadniczej.
W pierwszym spotkaniu naprzeciwko siebie stanęli reprezentant gospodarzy, Walijczyk Mark J. Williams, oraz jedyny w stawce reprezentant Hongkongu, Marco Fu. Mecz ten był szybkim i bardzo jednostronnym widowiskiem na korzyść Walijczyka. Trwające około 50 minut spotkanie zakończyło się wynikiem 4-0 dla Marka Williamsa.

Wyniki szczegółowe: 71-56(56), 69(51)-13, 100(100)-5, 132(120)-0
Drugi mecz zgromadził przy snookerowym stole Marka Allena i Roda Lawlera. Pierwsze dwie partie wygrane w szybkim tempie przez wyżej notowanego w rankingu Marka Allena. Później, kiedy tempo pojedynku opadło, Lawlerowi udało się wygrać jedną, i jak się niewiele później okazało, jedyną partię w całym spotkaniu. Wynik meczu: 4-1 dla Marka Allena.

Wyniki szczegółowe: 71(57)-17, 84(84)-0, 66(59)-2, 22-70, 66(58)-30
Kolejny rozegrany mecz odbył się między zawodnikami z Anglii: Markiem Selbym i Stuartem Binghamem. Pierwsza część to dwa wygrane frame’y Selby’ego oraz dwa wygrane Binghama. Po przerwie mecz był nadal wyrównany i o zwycięstwie zadecydował ostatni możliwy – siódmy frame. W nim z kolei lepszym okazał się Mark Selby, który zwyciężył w całym spotkaniu 4-3.

Wyniki szczegółowe: 105(95)-0, 74(74)-64(64), 42-53, 0-60, 106(96)-11, 1-77(77), 67(52)-53(52)
Czwarte spotkanie tego dnia to mecz pomiędzy Anglikiem Peterem Ebdonem i reprezentantem gospodarzy, Walijczykiem Dominikiem Dale’em. Na przerwę zawodnicy schodzili przy stanie remisu 2-2. Drugą część jednak zdominował Anglik, który wygrał dwa kolejne frame’y i cały mecz 4-2.

Wyniki szczegółowe: 54-52, 0-139(139), 48-76(65), 78(63)-44, 116(115)-6, 95(95)-40
W piątym meczu zmierzyli się ze sobą aktualny mistrz świata, Australijczyk Neil Robertson oraz Anglik Nigel Bond. W dwóch pierwszych partiach tego spotkania lepiej punktującym zawodnikiem okazał Nigel Bond. Kolejne cztery partie wygrał jednak Australijczyk, który ostatecznie w całym spotkaniu pokonał Nigela Bonda 4-2.

Wyniki szczegółowe: 14-102(102), 58-70, 69-68, 81(81)-0, 130(130)-0, 62(61)-55(55)
Ostatnie, szóste spotkanie tego dnia to spotkanie w którym naprzeciwko siebie dwaj reprezentanci Szkocji: aktualny wicemistrz świata Graeme Dott oraz Jamie Burnett. Pierwszy frame okazał się zwycięski dla mniej utytułowanego ze Szkotów Jamiego Burnetta. Kolejne partie zostały jednak zdominowane przez aktualnego wicemistrza świata, który wygrał cztery kolejne partie, a całe spotkanie 4-1.

Wyniki szczegółowe: 45-56, 66-56, 67(67)-37, 69-21, 68-61

### 16 lutego
Trzeciego dnia turnieju rozegranych zostało cztery spotkania pierwszej oraz dwa spotkania drugiej rundy fazy zasadniczej turnieju.
Pierwsze spotkanie sesji popołudniowej to pojedynek pomiędzy Shaunem Murphym i Matthew Stevensem. Całe spotkanie odbyło się pod znakiem całkowitej dominacji Walijczyka, który pokonał Murphy’ego 4-0.

Wyniki szczegółowe: 53-54, 0-133(133), 0-82(60), 29-69
W równolegle rozegranym pojedynku pomiędzy Stephenem Hendrym oraz Joem Perrym sytuacja była niemal identyczna jak w meczu Murphy – Stevens. Stephen Hendry pokonał rywala w czterech frame’ach 4-0.

Wyniki szczegółowe: 126(61,57)-10, 73-39, 67-30, 78(78)-0
Pierwszy mecz w drugiej rundzie, a zarazem trzeci tego dnia, to mecz pomiędzy Johnem Higginsem a Dave’em Haroldem. Spotkanie, zdominowane przez Higginsa zakończyło się jego pewną wygraną 4-1. W meczu padł tylko jeden break powyżej 100 punktów. Jego autorem był John Higgins, który wbił 136 punktów.

Wyniki szczegółowe: 73(55)-54, 65(65)-1, 52(52)-69, 136(136)-0, 68-60
W czwartym meczu, zaliczającym się do pierwszej rundy turnieju, przy snookerowym stole stanęli naprzeciwko siebie Szkot Stephen Maguire oraz reprezentant Irlandii Północnej Gerard Greene. Do przerwy spotkanie było wyrównane, bowiem zawodnicy schodzili na przerwę przy stanie 2-2. W drugiej części było już bardziej jednostronnie na korzyść Szkota, który wygrał dwa kolejne frame’y, a w całym meczu zwyciężył 4-2.

Wyniki szczegółowe: 59(57)-48, 97(76)-17, 54(54)-81(81), 32-78(53), 90(72)-0, 92(87)-1
Zaległy pojedynek, rozegrany już w sesji wieczornej pomiędzy Ronnie’em O’Sullivanem a Ryanem Dayem okazał się zwycięski dla reprezentanta gospodarzy. Po czterech frame’ach Ryan Day prowadził 3-1, a jego skuteczność wbić wynosiła 99%. Ryan Day wbił w tym meczu dwa breaki powyżej 100 punktów – 109, 113, zaś Ronnie O’Sullivan jednego – 100.

Wyniki szczegółowe: 22-109(109), 0-126(113), 100(100)-0, 0-101, 81(56)-0, 27-57
Drugi rozegrany mecz w walce o ćwierćfinał, a zarazem ostatni tego dnia, to spotkanie Marka Selby’ego z Markiem Kingiem. Pierwsza część spotkania okazała się wyrównana, czego odzwierciedleniem był wynik do przerwy 2-2. Druga część spotkania została jednak zdominowana przez Marka Selby’ego, który w całym spotkaniu zwyciężył 4-2.
Wyniki szczegółowe: 68-89, 83(67)-24, 70(50)-47, 27-98(56), 71-20, 104(102)-5

### 17 lutego
Czwartego dnia turnieju rozegrano sześć spotkań drugiej rundy turnieju.
Pierwszy mecz tego dnia pomiędzy Markiem Williamsem a Jamie Cope’em zakończył się po niespełna 55 minutach. Całe spotkanie zdominowane przez Walijczyka zakończyło się jego wygraną 4-0.

Wyniki szczegółowe: 70-34, 108(108)-0, 54-53, 83-0
W kolejnym meczu zagrali Anglicy: Allister Carter oraz Peter Ebdon. Pierwsza część pojedynku to trzy wygrane frame’y Cartera oraz jeden Ebdona. Rozstrzygnięcie całego spotkania nastąpiło zaraz po przerwie – w piątej partii spotkania zwyciężył Allister Carter, który w całym spotkaniu wygrał 4-1.

Wyniki szczegółowe: 70-8, 70-27, 89(64)-44, 47-76, 78(74)-40
W trzecim spotkaniu tego dnia zmierzyli się ze sobą dwaj Walijczycy: Ryan Day i Matthew Stevens. W pierwszej części spotkania lepszym zawodnikiem okazał się Stevens, który do przerwy prowadził 3-1. Po powrocie do stołu Day odrobił straty doprowadzając do remisu 3-3. Losy całego spotkania rozstrzygnęły się w ostatnim możliwym – siódmym framie, w którym lepszym okazał się Matthew Stevens wygrywając tym samym całe spotkanie 4-3.

Wyniki szczegółowe: 50-63(58), 102(89)-0, 0-64, 40-66, 74(74)-24, 73-42, 43-84(66)
Czwarty mecz tego dnia to spotkanie reprezentanta Chin, Ding Junhuia oraz reprezentanta Irlandii Północnej, Marka Allena. Pierwsza część pojedynku okazała się zwycięska dla Allena, który na przerwę schodził przy własnym prowadzeniu 3-1. W drugiej części jednak nie udało mu się wygrać żadnej partii. Ostatecznie w całym spotkaniu zwyciężył Ding Junhui pokonując Allena 4-3.

Wyniki szczegółowe: 0-89(89), 47-62, 84-76, 58-69, 70-15, 81(81)-45, 79(79)-0
W pierwszym spotkaniu sesji wieczornej przy snookerowym stole spotkali się dwaj reprezentanci Szkocji: Stephen Maguire i Stephen Hendry. W pierwszym framie spotkania, zwycięskim dla Hendry’ego padł 77. w historii break maksymalny. Później jednak kolejne frame’y wygrywał Maguire, który ostatecznie w całym spotkaniu pokonał siedmiokrotnego mistrza świata 4-2.

Wyniki szczegółowe: 0-147(147), 68-61, 129(129)-0, 85-21, 48-68, 70(55)-25
Ostatni mecz tego dnia to pojedynek aktualnego wicemistrza świata Graeme’a Dotta z aktualnym mistrzem świata Neilem Robertsonem. Od samego początku na prowadzeniu utrzymywał się Graeme Dott, który do przerwy prowadził 3-1, a w całym spotkaniu pokonał Robertsona 4-1.

Wyniki szczegółowe: 66(51)-31, 0-65, 21-62(53), 16-61(60), 0-106(53)

### 18 lutego
Piątego dnia turnieju rozegrane zostały cztery pojedynki ćwierćfinałowe.
W pierwszym pojedynku sesji popołudniowej zmierzyli się Mark Williams oraz Stephen Maguire. Spotkanie rozpoczęło się korzystniej dla Walijczyka, jednak mimo to Maguire zdołał dotrzymać kroku rywalowi, i na przerwę schodzili przy stanie 2-2. Po przerwie Williamsowi udało się wygrać zaledwie jednego frame'a, trzy pozostałe zaś zwycięskie dla Maguire’a pozwoliły mu wygrać całe spotkanie 5-3.

Wyniki szczegółowe: 8-85, 61(54)-0, 75-39, 54-65(65), 88(63)-15, 16-109(105), 8-78(68), 14-59
W drugim spotkaniu tej sesji miał miejsce pojedynek pomiędzy Markiem Selbym oraz Graeme’em Dottem. Przez całe spotkanie na prowadzeniu utrzymywał się Mark Selby (wynik do przerwy: 3-1), który ostatecznie pokonał Graeme’a Dotta 5-3.

Wyniki szczegółowe: 68-6, 84(73)-0, 64-52, 36-74(62), 35-74, 88(88)-0, 30-65, 87-21
W pierwszym meczu sesji wieczornej, a zarazem trzecim tego dnia zmierzyli się ze sobą Szkot John Higgins i Walijczyk Matthew Stevens. Pierwszego frame'a wygrał Stevens, jednak w trzech pozostałych partiach zwyciężał Higgins, który przed zejściem na przerwę wbił 132-punktowego breaka. Wynik do przerwy: 3-1 dla Johna Higginsa. Na początku drugiej części spotkania Walijczykowi udało się odrobić straty wygrywając dwa kolejne frame’y i doprowadzając do remisu 3-3. W dwóch ostatnich partiach zwyciężał Szkot, który wygrał całe spotkanie wynikiem 5-3.

Wyniki szczegółowe: 21-77(77), 80-0, 79-38, 132(132)-0, 32-93(93), 29-67(58), 64-26, 69-53
Drugie spotkanie sesji wieczornej to pojedynek Allistera Cartera oraz Ding Junhuia. Pierwsza część pojedynku przed przerwą zakończyła się remisem 2-2. Druga część była już bardziej jednostronna na korzyść Anglika, który całe spotkanie wygrał wynikiem 5-2.

Wyniki szczegółowe: 63-33, 70-67, 7-72(71), 1-73(66), 82(59)-14, 76(76)-0, 74(74)-13

### 19 lutego
Szóstego dnia turnieju rozegrane zostały dwa spotkania półfinałowe.
W sesji przedpołudniowej pojedynek o finał stoczyli obrońca tytułu, Szkot John Higgins oraz triumfator Welsh Open 2009, Anglik Allister Carter. Pierwszy frame pewnie wygrany przez Cartera, przypieczętowany został breakiem w wysokości 118 punktów. Dwie kolejne partie okazały się zwycięskie dla Szkota, który wbił w kolejnych partiach 71 i 76 punktów. Ostatniego frame'a wygrał Carter, który tym samym doprowadził do wyrównania stanu meczu na 2-2. Po przerwie Anglik zaczął popełniać sporo błędów taktycznych oraz zatracił skuteczność na wbiciach. Higgins wygrał kolejne cztery partie notując w najlepszych podejściach 69 i 55 punktów, ostatecznie zwyciężając w pojedynku 6-2.

Wyniki szczegółowe: 0-141(118), 90(71)-24, 76(76)-31, 0-65, 73(69)-7, 63(55)-1, 65-10, 68-5
W sesji wieczornej mecz rozegrali Szkot Stephen Maguire oraz Anglik Mark Selby. Pierwsza część spotkania była wyrównana; zawodnicy naprzemiennie wygrywali kolejne frame’y. Na przerwę schodzili przy remisie 2-2. Po przerwie przebieg meczu był niemal identyczny, a o wygranej w spotkaniu zadecydował ostatni możliwy – 11 frame. 67-punktowy break Maguire’a w ostatniej partii szybko stanął pod znakiem zapytania, po tym, jak po próbie otwarcia czerwonych Szkot stracił pozycję. Podejście uratował wbijając czerwoną dublem do środkowej kieszeni. Ostatecznie całe spotkanie zakończyło się wygraną Stephena Maguire’a 6-5.

Wyniki szczegółowe: 74(70)-0, 0-82, 65(65)-63, 26-69, 33-96(65), 143(137)-0, 0-104(88), 80(54)-48, 109(109)-22, 0-100(90), 68(67)-22

### 20 lutego
Siódmego dnia rozegrany został finał turnieju Welsh Open 2011. Zmierzyli się w nim dwaj reprezentanci Szkocji: John Higgins oraz Stephen Maguire.
W sesji popołudniowej rozegrano 8 frame’ów. Dwie pierwsze partie wygrał Maguire, zaś trzecia okazała się zwycięska dla Higginsa za sprawą 120-punktowego breaka. W kolejnych partiach na zmianę zwyciężali obaj Szkoci. Pierwsza sesja finału zakończyła się prowadzeniem Maguire’a 5-3. W sesji popołudniowej bardziej utytułowany ze Szkotów grając ofensywnie wygrał sześć z siedmiu frame’ów i ostatecznie zwyciężając w meczu i całym turnieju 9-6.

Wyniki szczegółowe: 0-83(59), 32-71(53), 121(120)-1, 0-101(89), 72(72)-58(58), 0-88(76), 64(63)-48, 75-56, 75(75)-0, 0-75(75), 127(54,66)-1, 80(72)-53

## Drabinka turniejowa
Źródło:
|  |                          |                          |                          |                 |   |                          |                          |                          |  |  |                              |                              |                              |  |  |                           |                           |                           |  |  |                       |                       |                       |
|  | Runda 1. (Do 4 frame’ów) | Runda 1. (Do 4 frame’ów) | Runda 1. (Do 4 frame’ów) |                 |   | Runda 2. (Do 4 frame’ów) | Runda 2. (Do 4 frame’ów) | Runda 2. (Do 4 frame’ów) |  |  | Ćwierćfinały (Do 5 frame’ów) | Ćwierćfinały (Do 5 frame’ów) | Ćwierćfinały (Do 5 frame’ów) |  |  | Półfinały (Do 6 frame’ów) | Półfinały (Do 6 frame’ów) | Półfinały (Do 6 frame’ów) |  |  | Finał (Do 9 frame’ów) | Finał (Do 9 frame’ów) | Finał (Do 9 frame’ów) |
|  | Runda 1. (Do 4 frame’ów) | Runda 1. (Do 4 frame’ów) | Runda 1. (Do 4 frame’ów) |                 |   | Runda 2. (Do 4 frame’ów) | Runda 2. (Do 4 frame’ów) | Runda 2. (Do 4 frame’ów) |  |  | Ćwierćfinały (Do 5 frame’ów) | Ćwierćfinały (Do 5 frame’ów) | Ćwierćfinały (Do 5 frame’ów) |  |  | Półfinały (Do 6 frame’ów) | Półfinały (Do 6 frame’ów) | Półfinały (Do 6 frame’ów) |  |  | Finał (Do 9 frame’ów) | Finał (Do 9 frame’ów) | Finał (Do 9 frame’ów) |
|  |                          |                          |                          |                 |   |                          |                          |                          |  |  |                              |                              |                              |  |  |                           |                           |                           |  |  |                       |                       |                       |
|  |                          |                          |                          |                 |   |                          |                          |                          |  |  |                              |                              |                              |  |  |                           |                           |                           |  |  |                       |                       |                       |
|  | Szkocja                  | John Higgins             | 4                        |                 |   |                          |                          |                          |  |  |                              |                              |                              |  |  |                           |                           |                           |  |  |                       |                       |                       |
|  | Szkocja                  | John Higgins             | 4                        |                 |   |                          |                          |                          |  |  |                              |                              |                              |  |  |                           |                           |                           |  |  |                       |                       |                       |
|  | Anglia                   | Jack Lisowski            | 3                        |                 |   |                          |                          |                          |  |  |                              |                              |                              |  |  |                           |                           |                           |  |  |                       |                       |                       |
|  | Anglia                   | Jack Lisowski            | 3                        |                 |   | Szkocja                  | John Higgins             | 4                        |  |  |                              |                              |                              |  |  |                           |                           |                           |  |  |                       |                       |                       |
|  |                          |                          |                          |                 |   | Szkocja                  | John Higgins             | 4                        |  |  |                              |                              |                              |  |  |                           |                           |                           |  |  |                       |                       |                       |
|  |                          |                          | Anglia                   | Dave Harold     | 1 |                          |                          |                          |  |  |                              |                              |                              |  |  |                           |                           |                           |  |  |                       |                       |                       |
|  | Anglia                   | Ricky Walden             | Anglia                   | Dave Harold     | 1 | 3                        |                          |                          |  |  |                              |                              |                              |  |  |                           |                           |                           |  |  |                       |                       |                       |
|  | Anglia                   | Ricky Walden             |                          |                 |   |                          |                          |                          |  |  |                              |                              |                              |  |  |                           |                           |                           |  |  |                       |                       |                       |
|  | Anglia                   | Dave Harold              | 4                        |                 |   |                          |                          |                          |  |  |                              |                              |                              |  |  |                           |                           |                           |  |  |                       |                       |                       |
|  | Anglia                   | Dave Harold              | 4                        |                 |   | Szkocja                  | John Higgins             | 5                        |  |  |                              |                              |                              |  |  |                           |                           |                           |  |  |                       |                       |                       |
|  |                          |                          |                          |                 |   |                          |                          |                          |  |  |                              |                              |                              |  |  |                           |                           |                           |  |  |                       |                       |                       |
|  |                          |                          | Walia                    | Matthew Stevens | 3 |                          |                          |                          |  |  |                              |                              |                              |  |  |                           |                           |                           |  |  |                       |                       |                       |
|  | Anglia                   | Ronnie O’Sullivan        | Walia                    | Matthew Stevens | 3 | 2                        |                          |                          |  |  |                              |                              |                              |  |  |                           |                           |                           |  |  |                       |                       |                       |
|  | Anglia                   | Ronnie O’Sullivan        |                          |                 |   |                          |                          |                          |  |  |                              |                              |                              |  |  |                           |                           |                           |  |  |                       |                       |                       |
|  | Walia                    | Ryan Day                 | 4                        |                 |   |                          |                          |                          |  |  |                              |                              |                              |  |  |                           |                           |                           |  |  |                       |                       |                       |
|  | Walia                    | Ryan Day                 | 4                        |                 |   | Walia                    | Ryan Day                 | 3                        |  |  |                              |                              |                              |  |  |                           |                           |                           |  |  |                       |                       |                       |
|  |                          |                          |                          |                 |   | Walia                    | Ryan Day                 | 3                        |  |  |                              |                              |                              |  |  |                           |                           |                           |  |  |                       |                       |                       |
|  |                          |                          | Walia                    | Matthew Stevens | 4 |                          |                          |                          |  |  |                              |                              |                              |  |  |                           |                           |                           |  |  |                       |                       |                       |
|  | Anglia                   | Shaun Murphy             | Walia                    | Matthew Stevens | 4 | 0                        |                          |                          |  |  |                              |                              |                              |  |  |                           |                           |                           |  |  |                       |                       |                       |
|  | Anglia                   | Shaun Murphy             |                          |                 |   |                          |                          |                          |  |  |                              |                              |                              |  |  |                           |                           |                           |  |  |                       |                       |                       |
|  | Walia                    | Matthew Stevens          | 4                        |                 |   |                          |                          |                          |  |  |                              |                              |                              |  |  |                           |                           |                           |  |  |                       |                       |                       |
|  | Walia                    | Matthew Stevens          | 4                        |                 |   | Szkocja                  | John Higgins             | 6                        |  |  |                              |                              |                              |  |  |                           |                           |                           |  |  |                       |                       |                       |
|  |                          |                          |                          |                 |   |                          |                          |                          |  |  |                              |                              |                              |  |  |                           |                           |                           |  |  |                       |                       |                       |
|  |                          |                          | Anglia                   | Allister Carter | 2 |                          |                          |                          |  |  |                              |                              |                              |  |  |                           |                           |                           |  |  |                       |                       |                       |
|  | Anglia                   | Allister Carter          | Anglia                   | Allister Carter | 2 | 4                        |                          |                          |  |  |                              |                              |                              |  |  |                           |                           |                           |  |  |                       |                       |                       |
|  | Anglia                   | Allister Carter          |                          |                 |   |                          |                          |                          |  |  |                              |                              |                              |  |  |                           |                           |                           |  |  |                       |                       |                       |
|  | Anglia                   | Barry Hawkins            | 3                        |                 |   |                          |                          |                          |  |  |                              |                              |                              |  |  |                           |                           |                           |  |  |                       |                       |                       |
|  | Anglia                   | Barry Hawkins            | 3                        |                 |   | Anglia                   | Allister Carter          | 4                        |  |  |                              |                              |                              |  |  |                           |                           |                           |  |  |                       |                       |                       |
|  |                          |                          |                          |                 |   | Anglia                   | Allister Carter          | 4                        |  |  |                              |                              |                              |  |  |                           |                           |                           |  |  |                       |                       |                       |
|  |                          |                          | Anglia                   | Peter Ebdon     | 1 |                          |                          |                          |  |  |                              |                              |                              |  |  |                           |                           |                           |  |  |                       |                       |                       |
|  | Anglia                   | Peter Ebdon              | Anglia                   | Peter Ebdon     | 1 | 4                        |                          |                          |  |  |                              |                              |                              |  |  |                           |                           |                           |  |  |                       |                       |                       |
|  | Anglia                   | Peter Ebdon              |                          |                 |   |                          |                          |                          |  |  |                              |                              |                              |  |  |                           |                           |                           |  |  |                       |                       |                       |
|  | Walia                    | Dominic Dale             | 2                        |                 |   |                          |                          |                          |  |  |                              |                              |                              |  |  |                           |                           |                           |  |  |                       |                       |                       |
|  | Walia                    | Dominic Dale             | 2                        |                 |   | Anglia                   | Allister Carter          | 5                        |  |  |                              |                              |                              |  |  |                           |                           |                           |  |  |                       |                       |                       |
|  |                          |                          |                          |                 |   |                          |                          |                          |  |  |                              |                              |                              |  |  |                           |                           |                           |  |  |                       |                       |                       |
|  |                          |                          |                          | Ding Junhui     | 2 |                          |                          |                          |  |  |                              |                              |                              |  |  |                           |                           |                           |  |  |                       |                       |                       |
|  | Irlandia Północna        | Mark Allen               | 4                        | Ding Junhui     | 2 |                          |                          |                          |  |  |                              |                              |                              |  |  |                           |                           |                           |  |  |                       |                       |                       |
|  | Irlandia Północna        | Mark Allen               | 4                        |                 |   |                          |                          |                          |  |  |                              |                              |                              |  |  |                           |                           |                           |  |  |                       |                       |                       |
|  | Anglia                   | Rod Lawler               | 1                        |                 |   |                          |                          |                          |  |  |                              |                              |                              |  |  |                           |                           |                           |  |  |                       |                       |                       |
|  | Anglia                   | Rod Lawler               | 1                        |                 |   | Irlandia Północna        | Mark Allen               | 3                        |  |  |                              |                              |                              |  |  |                           |                           |                           |  |  |                       |                       |                       |
|  |                          |                          |                          |                 |   | Irlandia Północna        | Mark Allen               | 3                        |  |  |                              |                              |                              |  |  |                           |                           |                           |  |  |                       |                       |                       |
|  |                          |                          |                          | Ding Junhui     | 4 |                          |                          |                          |  |  |                              |                              |                              |  |  |                           |                           |                           |  |  |                       |                       |                       |
|  |                          | Ding Junhui              | 4                        | Ding Junhui     | 4 |                          |                          |                          |  |  |                              |                              |                              |  |  |                           |                           |                           |  |  |                       |                       |                       |
|  |                          | Ding Junhui              | 4                        |                 |   |                          |                          |                          |  |  |                              |                              |                              |  |  |                           |                           |                           |  |  |                       |                       |                       |
|  | Szkocja                  | Marcus Campbell          | 3                        |                 |   |                          |                          |                          |  |  |                              |                              |                              |  |  |                           |                           |                           |  |  |                       |                       |                       |
|  | Szkocja                  | Marcus Campbell          | 3                        |                 |   | Szkocja                  | John Higgins             | 9                        |  |  |                              |                              |                              |  |  |                           |                           |                           |  |  |                       |                       |                       |
|  |                          |                          |                          |                 |   |                          |                          |                          |  |  |                              |                              |                              |  |  |                           |                           |                           |  |  |                       |                       |                       |
|  |                          |                          | Szkocja                  | Stephen Maguire | 6 |                          |                          |                          |  |  |                              |                              |                              |  |  |                           |                           |                           |  |  |                       |                       |                       |
|  | Walia                    | Mark J. Williams         | Szkocja                  | Stephen Maguire | 6 | 4                        |                          |                          |  |  |                              |                              |                              |  |  |                           |                           |                           |  |  |                       |                       |                       |
|  | Walia                    | Mark J. Williams         |                          |                 |   |                          |                          |                          |  |  |                              |                              |                              |  |  |                           |                           |                           |  |  |                       |                       |                       |
|  | Hongkong                 | Marco Fu                 | 0                        |                 |   |                          |                          |                          |  |  |                              |                              |                              |  |  |                           |                           |                           |  |  |                       |                       |                       |
|  | Hongkong                 | Marco Fu                 | 0                        |                 |   | Walia                    | Mark J. Williams         | 4                        |  |  |                              |                              |                              |  |  |                           |                           |                           |  |  |                       |                       |                       |
|  |                          |                          |                          |                 |   | Walia                    | Mark J. Williams         | 4                        |  |  |                              |                              |                              |  |  |                           |                           |                           |  |  |                       |                       |                       |
|  |                          |                          | Anglia                   | Jamie Cope      | 0 |                          |                          |                          |  |  |                              |                              |                              |  |  |                           |                           |                           |  |  |                       |                       |                       |
|  | Anglia                   | Jamie Cope               | Anglia                   | Jamie Cope      | 0 | 4                        |                          |                          |  |  |                              |                              |                              |  |  |                           |                           |                           |  |  |                       |                       |                       |
|  | Anglia                   | Jamie Cope               |                          |                 |   |                          |                          |                          |  |  |                              |                              |                              |  |  |                           |                           |                           |  |  |                       |                       |                       |
|  | Anglia                   | Rory McLeod              | 3                        |                 |   |                          |                          |                          |  |  |                              |                              |                              |  |  |                           |                           |                           |  |  |                       |                       |                       |
|  | Anglia                   | Rory McLeod              | 3                        |                 |   | Walia                    | Mark J. Williams         | 3                        |  |  |                              |                              |                              |  |  |                           |                           |                           |  |  |                       |                       |                       |
|  |                          |                          |                          |                 |   |                          |                          |                          |  |  |                              |                              |                              |  |  |                           |                           |                           |  |  |                       |                       |                       |
|  |                          |                          | Szkocja                  | Stephen Maguire | 5 |                          |                          |                          |  |  |                              |                              |                              |  |  |                           |                           |                           |  |  |                       |                       |                       |
|  | Szkocja                  | Stephen Hendry           | Szkocja                  | Stephen Maguire | 5 | 4                        |                          |                          |  |  |                              |                              |                              |  |  |                           |                           |                           |  |  |                       |                       |                       |
|  | Szkocja                  | Stephen Hendry           |                          |                 |   |                          |                          |                          |  |  |                              |                              |                              |  |  |                           |                           |                           |  |  |                       |                       |                       |
|  | Anglia                   | Joe Perry                | 0                        |                 |   |                          |                          |                          |  |  |                              |                              |                              |  |  |                           |                           |                           |  |  |                       |                       |                       |
|  | Anglia                   | Joe Perry                | 0                        |                 |   | Szkocja                  | Stephen Hendry           | 2                        |  |  |                              |                              |                              |  |  |                           |                           |                           |  |  |                       |                       |                       |
|  |                          |                          |                          |                 |   | Szkocja                  | Stephen Hendry           | 2                        |  |  |                              |                              |                              |  |  |                           |                           |                           |  |  |                       |                       |                       |
|  |                          |                          | Szkocja                  | Stephen Maguire | 4 |                          |                          |                          |  |  |                              |                              |                              |  |  |                           |                           |                           |  |  |                       |                       |                       |
|  | Szkocja                  | Stephen Maguire          | Szkocja                  | Stephen Maguire | 4 | 4                        |                          |                          |  |  |                              |                              |                              |  |  |                           |                           |                           |  |  |                       |                       |                       |
|  | Szkocja                  | Stephen Maguire          |                          |                 |   |                          |                          |                          |  |  |                              |                              |                              |  |  |                           |                           |                           |  |  |                       |                       |                       |
|  | Irlandia Północna        | Gerard Greene            | 2                        |                 |   |                          |                          |                          |  |  |                              |                              |                              |  |  |                           |                           |                           |  |  |                       |                       |                       |
|  | Irlandia Północna        | Gerard Greene            | 2                        |                 |   | Szkocja                  | Stephen Maguire          | 6                        |  |  |                              |                              |                              |  |  |                           |                           |                           |  |  |                       |                       |                       |
|  |                          |                          |                          |                 |   |                          |                          |                          |  |  |                              |                              |                              |  |  |                           |                           |                           |  |  |                       |                       |                       |
|  |                          |                          | Anglia                   | Mark Selby      | 5 |                          |                          |                          |  |  |                              |                              |                              |  |  |                           |                           |                           |  |  |                       |                       |                       |
|  | Anglia                   | Mark Selby               | Anglia                   | Mark Selby      | 5 | 4                        |                          |                          |  |  |                              |                              |                              |  |  |                           |                           |                           |  |  |                       |                       |                       |
|  | Anglia                   | Mark Selby               |                          |                 |   |                          |                          |                          |  |  |                              |                              |                              |  |  |                           |                           |                           |  |  |                       |                       |                       |
|  | Anglia                   | Stuart Bingham           | 3                        |                 |   |                          |                          |                          |  |  |                              |                              |                              |  |  |                           |                           |                           |  |  |                       |                       |                       |
|  | Anglia                   | Stuart Bingham           | 3                        |                 |   | Anglia                   | Mark Selby               | 4                        |  |  |                              |                              |                              |  |  |                           |                           |                           |  |  |                       |                       |                       |
|  |                          |                          |                          |                 |   | Anglia                   | Mark Selby               | 4                        |  |  |                              |                              |                              |  |  |                           |                           |                           |  |  |                       |                       |                       |
|  |                          |                          | Anglia                   | Mark King       | 2 |                          |                          |                          |  |  |                              |                              |                              |  |  |                           |                           |                           |  |  |                       |                       |                       |
|  | Anglia                   | Mark King                | Anglia                   | Mark King       | 2 | 4                        |                          |                          |  |  |                              |                              |                              |  |  |                           |                           |                           |  |  |                       |                       |                       |
|  | Anglia                   | Mark King                |                          |                 |   |                          |                          |                          |  |  |                              |                              |                              |  |  |                           |                           |                           |  |  |                       |                       |                       |
|  | Anglia                   | Michael Holt             | 1                        |                 |   |                          |                          |                          |  |  |                              |                              |                              |  |  |                           |                           |                           |  |  |                       |                       |                       |
|  | Anglia                   | Michael Holt             | 1                        |                 |   | Anglia                   | Mark Selby               | 5                        |  |  |                              |                              |                              |  |  |                           |                           |                           |  |  |                       |                       |                       |
|  |                          |                          |                          |                 |   |                          |                          |                          |  |  |                              |                              |                              |  |  |                           |                           |                           |  |  |                       |                       |                       |
|  |                          |                          | Szkocja                  | Graeme Dott     | 3 |                          |                          |                          |  |  |                              |                              |                              |  |  |                           |                           |                           |  |  |                       |                       |                       |
|  | Szkocja                  | Graeme Dott              | Szkocja                  | Graeme Dott     | 3 | 4                        |                          |                          |  |  |                              |                              |                              |  |  |                           |                           |                           |  |  |                       |                       |                       |
|  | Szkocja                  | Graeme Dott              |                          |                 |   |                          |                          |                          |  |  |                              |                              |                              |  |  |                           |                           |                           |  |  |                       |                       |                       |
|  | Szkocja                  | Jamie Burnett            | 1                        |                 |   |                          |                          |                          |  |  |                              |                              |                              |  |  |                           |                           |                           |  |  |                       |                       |                       |
|  | Szkocja                  | Jamie Burnett            | 1                        |                 |   | Szkocja                  | Graeme Dott              | 4                        |  |  |                              |                              |                              |  |  |                           |                           |                           |  |  |                       |                       |                       |
|  |                          |                          |                          |                 |   | Szkocja                  | Graeme Dott              | 4                        |  |  |                              |                              |                              |  |  |                           |                           |                           |  |  |                       |                       |                       |
|  |                          |                          | Australia                | Neil Robertson  | 1 |                          |                          |                          |  |  |                              |                              |                              |  |  |                           |                           |                           |  |  |                       |                       |                       |
|  | Australia                | Neil Robertson           | Australia                | Neil Robertson  | 1 | 4                        |                          |                          |  |  |                              |                              |                              |  |  |                           |                           |                           |  |  |                       |                       |                       |
|  | Australia                | Neil Robertson           |                          |                 |   |                          |                          |                          |  |  |                              |                              |                              |  |  |                           |                           |                           |  |  |                       |                       |                       |
|  | Anglia                   | Nigel Bond               | 2                        |                 |   |                          |                          |                          |  |  |                              |                              |                              |  |  |                           |                           |                           |  |  |                       |                       |                       |
|  | Anglia                   | Nigel Bond               | 2                        |                 |   |                          |                          |                          |  |  |                              |                              |                              |  |  |                           |                           |                           |  |  |                       |                       |                       |
|  |                          |                          |                          |                 |   |                          |                          |                          |  |  |                              |                              |                              |  |  |                           |                           |                           |  |  |                       |                       |                       |

## Finał
| Finał: Do 9 wygranych frame'ów · Newport Centre, Newport, Walia, 20 lutego 2011 · Sędzia: Eirian Williams                                                            |                    |                 |
| John Higgins | 9 – 6              | Stephen Maguire |
| Sesja południowa: 0-83(59), 32-71(53), 121(120)-1, 0-101(89), 72(72)-58(58), 0-88(76) Sesja wieczorna: 64(63)-48, 75-56, 75(75)-0, 0-75(75), 127(54,66)-1, 80(72)-53 |                    |                 |
| 120 | Najwyższy break    | 75              |
| 1 | Breaki stupunktowe | –               |
| 5 | Breaki 50-punktowe | 1               |

## Breaki stupunktowe turnieju zasadniczego
Źródło:
| Snookerzysta      | Brejki             |
| Stephen Hendry    | 147                |
| Dominic Dale      | 139                |
| Stephen Maguire   | 137, 129, 120, 105 |
| John Higgins      | 136, 132, 120      |
| Matthew Stevens   | 133                |
| Neil Robertson    | 130                |
| Ryan Day          | 125, 113, 109, 102 |
| Ding Junhui       | 125, 103           |
| Mark J. Williams  | 120, 108, 100      |
| Jamie Cope        | 120                |
| Allister Carter   | 118                |
| Peter Ebdon       | 115                |
| Stephen Maguire   | 105                |
| Mark Selby        | 102                |
| Nigel Bond        | 102                |
| Ronnie O’Sullivan | 100                |

## Statystyki turnieju

### Statystyki pierwszej rundy
|                   | Państwo           | Il. zawodników | % zawodników |
| ----------------- | ----------------- | -------------- | ------------ |
| Anglia            | Anglia            | 17             | 53,13%       |
| Szkocja           | Szkocja           | 6              | 18,75%       |
| Walia             | Walia             | 4              | 12,50%       |
| Irlandia Północna | Irlandia Północna | 2              | 6,25%        |
|                   | Chiny             | 1              | 3,13%        |
| Australia         | Australia         | 1              | 3,13%        |
| Hongkong          | Hongkong          | 1              | 3,13%        |

- Liczba uczestników rundy: 32 zawodników
- Liczba rozstawionych zawodników w rundzie: 16
- Liczba nierozstawionych zawodników w rundzie: 16
- Liczba zwycięstw zawodników rozstawionych: 13
- Liczba zwycięstw zawodników nierozstawionych: 3
- Liczba rozegranych partii (maksymalnie możliwa): 93 (112)
- Średnia liczba partii w meczu: 5,81
- Najwyższe zwycięstwo: 4-0
- Liczba meczów rozstrzygniętych w ostatniej partii: 6

### Statystyki drugiej rundy
|                   | Państwo           | Il. zawodników | % zawodników |
| ----------------- | ----------------- | -------------- | ------------ |
| Anglia            | Anglia            | 6              | 37,50%       |
| Szkocja           | Szkocja           | 4              | 25,00%       |
| Walia             | Walia             | 3              | 18,75%       |
| Irlandia Północna | Irlandia Północna | 1              | 6,25%        |
|                   | Chiny             | 1              | 6,25%        |
| Australia         | Australia         | 1              | 6,25%        |

- Liczba uczestników rundy: 16 zawodników
- Liczba rozstawionych zawodników w rundzie: 13
- Liczba nierozstawionych zawodników w rundzie: 3
- Liczba zwycięstw zawodników rozstawionych: 7
- Liczba zwycięstw zawodników nierozstawionych: 1
- Liczba rozegranych partii (maksymalnie możliwa): 45 (56)
- Średnia liczba partii w meczu: 5,63
- Najwyższe zwycięstwo: 4-0
- Liczba meczów rozstrzygniętych w ostatniej partii: 2

### Statystyki ćwierćfinałów
|         | Państwo | Il. zawodników | % zawodników |
| ------- | ------- | -------------- | ------------ |
| Szkocja | Szkocja | 3              | 37,50%       |
| Anglia  | Anglia  | 2              | 25,00%       |
| Walia   | Walia   | 2              | 25,00%       |
|         | Chiny   | 1              | 12,50%       |

- Liczba uczestników rundy: 8 zawodników
- Liczba rozstawionych zawodników w rundzie: 7
- Liczba nierozstawionych zawodników w rundzie: 1
- Liczba zwycięstw zawodników rozstawionych: 4
- Liczba zwycięstw zawodników nierozstawionych: 0
- Liczba rozegranych partii (maksymalnie możliwa): 31 (36)
- Średnia liczba partii w meczu: 7,75
- Najwyższe zwycięstwo: 5-2
- Liczba meczów rozstrzygniętych w ostatniej partii: 0

### Statystyki półfinałów
|         | Państwo | Il. zawodników | % zawodników |
| ------- | ------- | -------------- | ------------ |
| Szkocja | Szkocja | 2              | 50,00%       |
| Anglia  | Anglia  | 2              | 50,00%       |

- Liczba uczestników rundy: 4 zawodników
- Liczba rozstawionych zawodników w rundzie: 4
- Liczba nierozstawionych zawodników w rundzie: 0
- Liczba zwycięstw zawodników rozstawionych: 2
- Liczba zwycięstw zawodników nierozstawionych: 0
- Liczba rozegranych partii (maksymalnie możliwa): 19 (22)
- Średnia liczba partii w meczu: 9,5
- Najwyższe zwycięstwo: 6-2
- Liczba meczów rozstrzygniętych w ostatniej partii: 1

## Kwalifikacje
Mecze kwalifikacyjne do turnieju Welsh Open odbyły się w dniach 8–11 lutego 2011 roku w Pontin’s Centre w Prestatyn w Walii. Wyłoniły one 16 zawodników, którzy w pierwszej rundzie fazy zasadniczej turnieju zmierzyli się z najlepszą 16 światowego rankingu snookerowego.

## Drabinka kwalifikacji
Źródło:
|  | Runda 1 Do 4 frame’ów | Runda 1 Do 4 frame’ów | Runda 1 Do 4 frame’ów |  | Runda 2 Do 4 frame’ów | Runda 2 Do 4 frame’ów | Runda 2 Do 4 frame’ów |  | Runda 3 Do 4 frame’ów | Runda 3 Do 4 frame’ów | Runda 3 Do 4 frame’ów |  | Runda 4 Do 4 frame’ów | Runda 4 Do 4 frame’ów | Runda 4 Do 4 frame’ów |
|  |                       |                       |                       |  |                       |                       |                       |  |                       |                       |                       |  |                       |                       |                       |
|  | Anglia                | Liam Highfield        | 4                     |  | Anglia                | Jack Lisowski         | 4                     |  | Irlandia              | Fergal O’Brien        | 0                     |  | Anglia                | Martin Gould          | 3                     |
|  | Irlandia              | Joe Delaney           | 2                     |  | Anglia                | Liam Highfield        | 1                     |  | Anglia                | Jack Lisowski         | 4                     |  | Anglia                | Jack Lisowski         | 4                     |
|  |                       |                       |                       |  |                       |                       |                       |  |                       |                       |                       |  |                       |                       |                       |
|  | Walia                 | Andrew Pagett         | 1                     |  | Anglia                | Dave Harold           | 4                     |  | Anglia                | Mike Dunn             | 3                     |  |                       | Liang Wenbo           | 0                     |
|  | Anglia                | Kuldesh Johal         | 4                     |  | Anglia                | Kuldesh Johal         | 3                     |  | Anglia                | Dave Harold           | 4                     |  | Anglia                | Dave Harold           | 4                     |
|  |                       |                       |                       |  |                       |                       |                       |  |                       |                       |                       |  |                       |                       |                       |
|  | Szkocja               | James McBain          | 4                     |  | Anglia                | Jimmy White           | 4                     |  | Anglia                | Robert Milkins        | 1                     |  | Walia                 | Ryan Day*             | 4                     |
|  | Anglia                | Justin Astley         | 0                     |  | Szkocja               | James McBain          | 0                     |  | Anglia                | Jimmy White           | 4                     |  | Anglia                | Jimmy White           | 0                     |
|  |                       |                       |                       |  |                       |                       |                       |  |                       |                       |                       |  |                       |                       |                       |
|  | Irlandia              | David Morris          | 4                     |  | Belgia                | Bjorn Haneveer        | 1                     |  | Anglia                | Anthony Hamilton      | 4                     |  | Walia                 | Matthew Stevens*      | 4                     |
|  | Tajlandia             | T. Thirapongpaiboon   | 2                     |  | Irlandia              | David Morris          | 4                     |  | Irlandia              | David Morris          | 3                     |  | Anglia                | Anthony Hamilton      | 2                     |
|  |                       |                       |                       |  |                       |                       |                       |  |                       |                       |                       |  |                       |                       |                       |
|  | Brazylia              | Igor Figueiredo       | wo                    |  | Anglia                | Andy Hicks            | 4                     |  | Anglia                | Barry Pinches         | 2                     |  | Anglia                | Barry Hawkins         | 4                     |
|  | Walia                 | Paul Davies           | -                     |  | Brazylia              | Igor Figueiredo       | 1                     |  | Anglia                | Andy Hicks            | 4                     |  | Anglia                | Andy Hicks            | 0                     |
|  |                       |                       |                       |  |                       |                       |                       |  |                       |                       |                       |  |                       |                       |                       |
|  |                       | Liu Chuang            | 4                     |  | Szkocja               | Anthony McGill        | 3                     |  | Walia                 | Dominic Dale          | 4                     |  | Anglia                | Mark Davis            | 2                     |
|  |                       | Zhang Anda            | 2                     |  |                       | Liu Chuang            | 4                     |  |                       | Liu Chuang            | 1                     |  | Walia                 | Dominic Dale          | 4                     |
|  |                       |                       |                       |  |                       |                       |                       |  |                       |                       |                       |  |                       |                       |                       |
|  | Anglia                | David Gilbert         | 2                     |  | Anglia                | Rod Lawler            | 4                     |  | Anglia                | Mark Joyce            | 3                     |  | Anglia                | Judd Trump            | 1                     |
|  | Walia                 | Jak Jones             | 4                     |  | Walia                 | Jak Jones             | 2                     |  | Anglia                | Rod Lawler            | 4                     |  | Anglia                | Rod Lawler            | 4                     |
|  |                       |                       |                       |  |                       |                       |                       |  |                       |                       |                       |  |                       |                       |                       |
|  | Irlandia              | Michael Judge         | 4                     |  | Anglia                | Joe Jogia             | 4                     |  | Anglia                | Steve Davis           | 3                     |  | Szkocja               | Marcus Campbell       | 4                     |
|  | Anglia                | Reanne Evans          | 1                     |  | Irlandia              | Michael Judge         | 3                     |  | Anglia                | Joe Jogia             | 4                     |  | Anglia                | Joe Jogia             | 0                     |
|  |                       |                       |                       |  |                       |                       |                       |  |                       |                       |                       |  |                       |                       |                       |
|  | Walia                 | Michael White         | 4                     |  | Walia                 | Jamie Jones           | 4                     |  | Irlandia Północna     | Joe Swail             | 4                     |  | Hongkong              | Marco Fu              | 4                     |
|  | Anglia                | Adam Wicheard         | 2                     |  | Walia                 | Michael White         | 1                     |  | Walia                 | Jamie Jones           | 1                     |  | Anglia                | Joe Swail             | 1                     |
|  |                       |                       |                       |  |                       |                       |                       |  |                       |                       |                       |  |                       |                       |                       |
|  | Anglia                | Jimmy Michie          | -                     |  | Anglia                | Alfie Burden          | 4                     |  | Anglia                | Rory McLeod           | 4                     |  | Anglia                | Stephen Lee           | 1                     |
|  | Norwegia              | Kurt Maflin           | wo                    |  | Norwegia              | Kurt Maflin           | 1                     |  | Anglia                | Alfie Burden          | 3                     |  | Anglia                | Rory McLeod           | 4                     |
|  |                       |                       |                       |  |                       |                       |                       |  |                       |                       |                       |  |                       |                       |                       |
|  | Anglia                | Kyren Wilson          | 0                     |  | Anglia                | Matthew Selt          | 4                     |  | Malta                 | Tony Drago            | 4                     |  | Anglia                | Joe Perry             | 4                     |
|  | Anglia                | Jamie O’Neill         | 4                     |  | Anglia                | Jamie O’Neill         | 3                     |  | Anglia                | Matthew Selt          | 2                     |  | Malta                 | Tony Drago            | 2                     |
|  |                       |                       |                       |  |                       |                       |                       |  |                       |                       |                       |  |                       |                       |                       |
|  | Anglia                | Ben Woollaston        | 4                     |  | Anglia                | Ian McCulloch         | 4                     |  | Szkocja               | Alan McManus          | 2                     |  | Irlandia Północna     | Gerard Greene         | 4                     |
|  |                       | Liu Song              | 0                     |  | Anglia                | Ben Woollaston        | 2                     |  | Anglia                | Ian McCulloch         | 4                     |  | Anglia                | Ian McCulloch         | 0                     |
|  |                       |                       |                       |  |                       |                       |                       |  |                       |                       |                       |  |                       |                       |                       |
|  | Anglia                | Paul Davison          | 4                     |  | Anglia                | Stuart Pettman        | 0                     |  | Anglia                | Peter Lines           | 2                     |  | Anglia                | Stuart Bingham        | 4                     |
|  | Irlandia Północna     | Dermot McGlinchey     | 2                     |  | Anglia                | Paul Davison          | 4                     |  | Anglia                | Paul Davison          | 4                     |  | Anglia                | Paul Davison          | 0                     |
|  |                       |                       |                       |  |                       |                       |                       |  |                       |                       |                       |  |                       |                       |                       |
|  |                       | Xiao Guodong          | 4                     |  | Irlandia Północna     | Patrick Wallace       | 3                     |  | Anglia                | Michael Holt          | 4                     |  | Anglia                | Andrew Higginson      | 1                     |
|  | Tajlandia             | Issara Kachaiwong     | 1                     |  |                       | Xiao Guodong          | 4                     |  |                       | Xiao Guodong          | 2                     |  | Anglia                | Michael Holt          | 4                     |
|  |                       |                       |                       |  |                       |                       |                       |  |                       |                       |                       |  |                       |                       |                       |
|  | Tajlandia             | James Wattana         | 3                     |  | Anglia                | Jimmy Robertson       | 4                     |  | Szkocja               | Jamie Burnett         | 4                     |  | Anglia                | Tom Ford              | 0                     |
|  | Anglia                | Simon Bedford         | 4                     |  | Anglia                | Simon Bedford         | 2                     |  | Anglia                | Jimmy Robertson       | 0                     |  | Szkocja               | Jamie Burnett         | 4                     |
|  |                       |                       |                       |  |                       |                       |                       |  |                       |                       |                       |  |                       |                       |                       |
|  | Anglia                | Matthew Couch         | 2                     |  | Anglia                | Adrian Gunnell        | 0                     |  | Anglia                | Nigel Bond            | 4                     |  | Irlandia              | Ken Doherty           | 2                     |
|  | Tajlandia             | Noppon Saengkham      | 4                     |  | Tajlandia             | Noppon Saengkham      | 4                     |  | Tajlandia             | Noppon Saengkham      | 1                     |  | Anglia                | Nigel Bond            | 4                     |

- * Mecze te zostały rozegrane w fazie telewizyjnej, w Newport.

## Breaki stupunktowe kwalifikacji
Źródło:
| Snookerzysta     | Breaki        |
| Barry Hawkins    | 143           |
| James McBain     | 137           |
| Patrick Wallace  | 137           |
| Anthony Hamilton | 128           |
| Ian McCulloch    | 125           |
| David Gilbert    | 124           |
| Jack Lisowski    | 124, 101, 100 |
| Xiao Guodong     | 124           |
| Jamie Jones      | 119           |
| Joe Jogia        | 111           |
| Jimmy Robertson  | 110           |
| Jimmy White      | 107, 103      |
| Kuldesh Johal    | 105           |
| Anthony McGill   | 103           |
| Dominic Dale     | 103           |
| Joe Perry        | 102           |
| Jamie Burnett    | 100           |